# Monochrome (peinture)
Pour les articles homonymes, voir Monochrome.

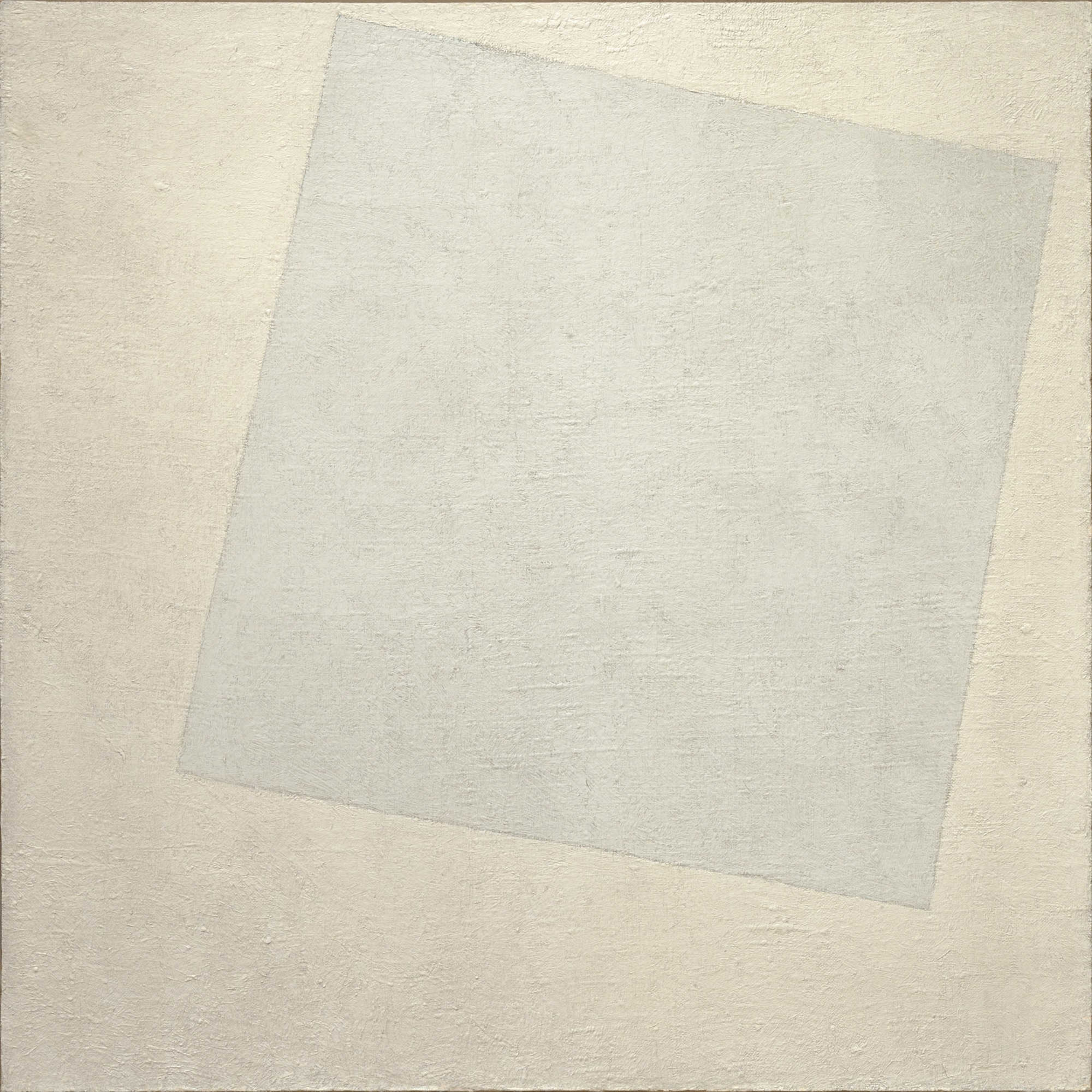
Kasimir Malevitch : Composition suprématiste : carré blanc sur fond blanc (1918).

Un monochrome en peinture est, par métonymie, une œuvre non figurative réalisée en une seule couleur, bien que la nuance, les effets de texture, de brillance ou de matière puissent changer.
Jusqu'au milieu du XXe siècle, « monochrome » est un terme de spécialiste qui désigne les ouvrages plus communément appelés camaïeus. Il s'applique d'abord surtout à des œuvres de l'Antiquité connues par Pline l'ancien, qui emploie le terme. Après les « monochromes » d'Yves Klein, présentés à partir de 1955, le terme désigne des ouvrages radicalement monochromes, qui ne comportent rien d'autre qu'une couleur.

## Histoire
L'effet de camaïeu, également désigné par le terme  monochrome, propice aux esquisses (sinopia) à la partie extérieure des volets de retable ou aux simulations de sculpture en grisaille avait ses adeptes pendant la Renaissance italienne. La sanguine permettait également de composer des dessins en teintes de rouge.
La peinture chinoise, quand elle n'utilise que l'encre de Chine noire, compose également des monochromes.

### Époque classique
« Le mot monochrome, qui signifie une autre espèce de peinture (…) celle que nous appelons camaïeu, signifiait, selon Pline, une peinture qui était tracée et ombrée d'une seule couleur », écrit Claude Perrault à la fin du XVIIe siècle. Le mot ne sert que pour la peinture de l'Antiquité pendant un bon siècle ; en 1814, il s'applique pour critiquer de la peinture exposée au Salon.

### Les prémices du monochrome contemporain

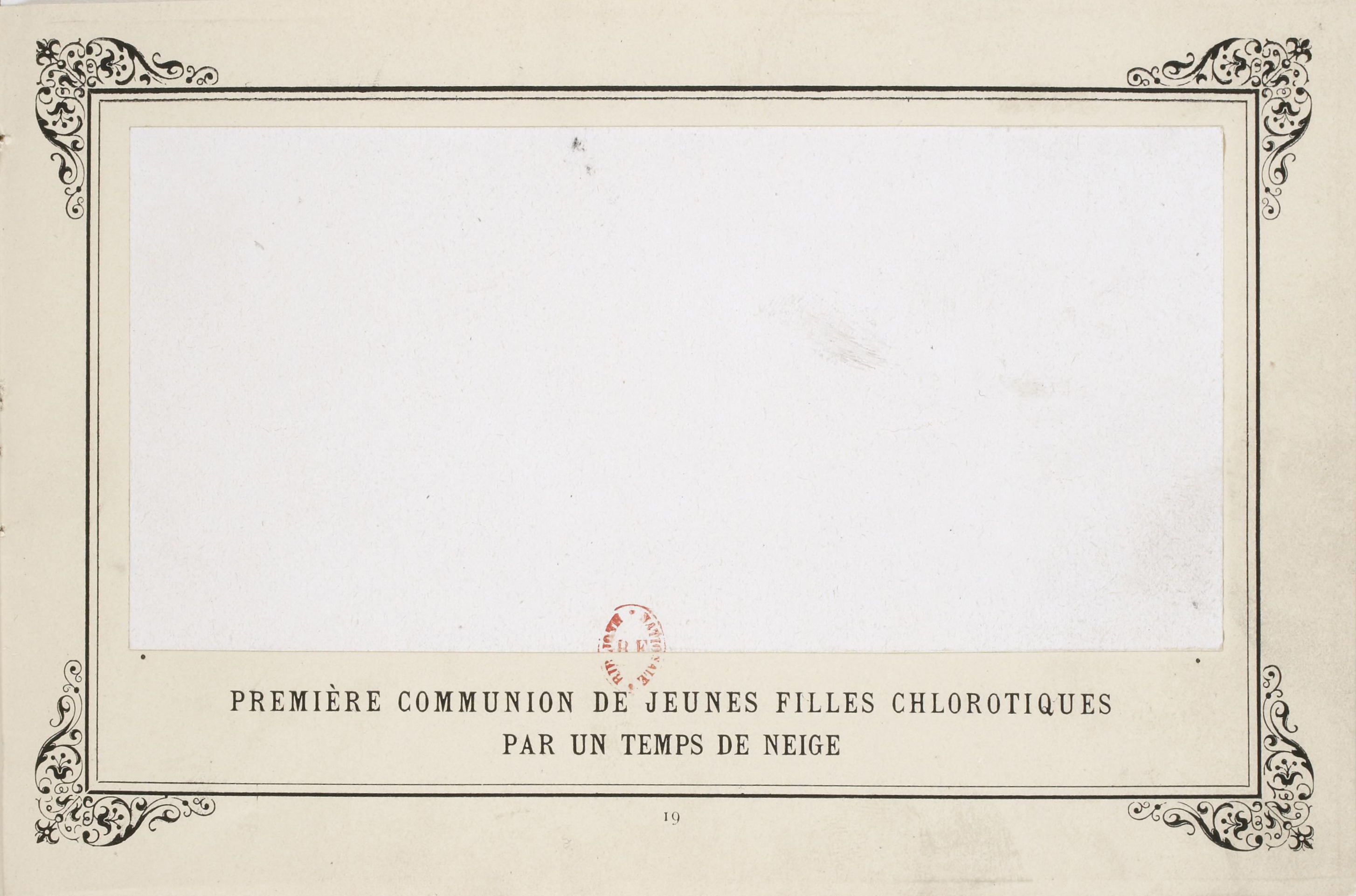
Alphonse Allais, Première communion de jeunes filles chlorotiques par un temps de neige, 1883

Les recherches sur la couleur et les motifs d'artistes impressionnistes tels que Claude Monet ou Whistler ont abouti dans certaines œuvres à une dématérialisation des objets pour ne conserver que des arrangements de lumières colorées (Effet de neige à Giverny en 1893, ou dernières séries des Nymphéas de Monet), ou de tons très sombres (Arrangement en noir et gris de Whistler, 1871). Ces tableaux préfigurent le monochrome « contemporain ».

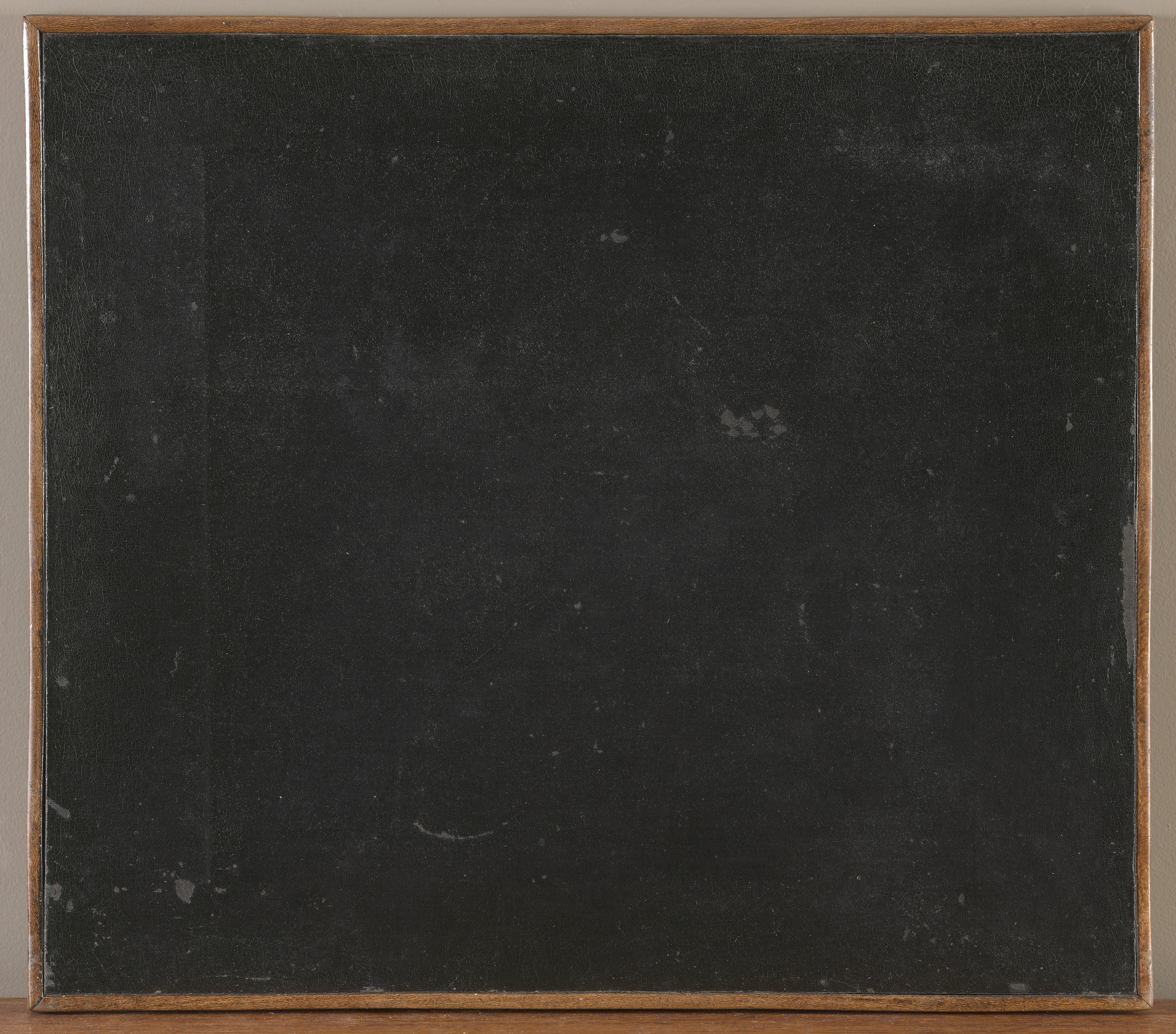
Paul Bilhaud, Combat de nègres pendant la nuit, huile sur toile, 1882.

En réaction, des caricatures de ces œuvres virent le jour à la fin du XIXe siècle. Le poète Paul Bilhaud, contemporain de Monet, signa en 1882 Combat de nègres pendant la nuit, première œuvre monochrome présentée en tant que tableau dans une exposition formelle, celle des Arts incohérents chez Jules Lévy, le 1er octobre 1882. Le Ministère français de la culture a classé « trésor national » les œuvres de cette exposition, retrouvées en 2018 par l'expert Johann Naldi. Alphonse Allais présente sous la forme d'un album une série de sept toiles monochromes prétendument peintes dans les années 1880-90 : Récolte de la tomate par des cardinaux apoplectiques au bord de la mer Rouge (rouge), Stupeur de jeunes recrues apercevant pour la première fois ton azur, o Méditerranée ! (bleu) ; Des souteneurs, encore dans la force de l'âge et le ventre dans l'herbe, boivent de l'absinthe (vert) ; Première communion de jeunes filles chlorotiques par un temps de neige (blanc) ; Manipulation de l'ocre par des cocus ictériques (jaune) ; et Ronde de pochards dans le brouillard (gris); auxquels il ajoute Combat de nègres dans une cave, pendant la nuit (Reproduction du célèbre tableau) (noir),. Émile Cohl met en scène cette satire de l'art moderne dans un film de la Gaumont en 1910.

### L'affirmation du genre contemporain
Les toiles monochromes sont apparues à l'époque de la naissance de l'art abstrait et de l'art suprématiste. Elles s'inscrivent dans une remise en question de la spécificité de l'art. Rien, du point de vue de la forme, ne distingue un monochrome d'un pan de mur peint, ou d'une toile peinte pour des motifs strictement techniques, comme la démonstration d'un pigment ou l'épreuve de sa solidité.
Le Carré blanc sur fond blanc (1918) de Kasimir Malevitch est souvent considéré comme le premier monochrome de la peinture contemporaine et reste l'un des plus célèbres.
À la suite de Malevitch et toujours en Russie, Alexandre Rodtchenko présenta en 1921 dans l'exposition 5x5=25 trois toiles monochromes : Couleurs pures : rouge, jaune, bleu (ou Couleur jaune pure, Couleur rouge pure, Couleur bleue pure). L'artiste et les critiques ont voulu y voir la mort de la peinture, au sens « classique » et « bourgeois » du terme,. Le polonais Strzeminski fera encore une tentative en ce sens avec l'unisme.
Rapidement, le monochrome a ajouté à la surface plane de la toile des éléments en relief, avec un rapprochement entre suprématisme et constructivisme.
Au début des années 1950, l'abstraction dominant la mode, l'Américain Ellsworth Kelly expose à Paris des tableaux composés de panneaux monochromes juxtaposés, tandis que Robert Rauschenberg montre à New-York des compositions de panneaux blancs, puis de panneaux noirs. Yves Klein donne le véritable départ de la peinture monochrome. Il établit sa notoriété par des séries monochromes de couleurs diverses, or, rose, rouge, vert avant d'utiliser exclusivement une variété de bleu outremer qu'il a protégée sous le nom d'International Klein Blue (IKB). Ces monochromes, qu'il aurait réalisés sur papier dès 1949, puis sur toile à partir de 1955, ont ensuite été déclinés en tableaux.
- Lucio Fontana a fait évoluer ce concept en pratiquant des incisions ou des perforations dans des toiles monochromes à partir de 1949[22].
- Claude Bellegarde réalise des toiles monochromes pendant sa « période blanche » initiée en 1951.
- Ad Reinhardt radicalise sa peinture au début des années 1950. Il réduit sa palette à une seule couleur par toile, puis, en 1953, n’utilise plus qu’une peinture sombre, proche du noir. À partir de 1960, et ce jusqu’à sa mort, il peint « les dernières peintures que l’on peut peindre », les « Ultimate Paintings », des toiles de même format, aux valeurs très proches, presque ton sur ton, qui laissent à peine entrevoir un motif[15].
- Atsuko Tanaka réalise des draps monochromes qu'elle étend sur le sol lors de la première exposition du groupe Gutai à Tokyo en 1955.
- Pierre Soulages fait évoluer en 1979 ses séries à coulées de peintures noires vers des monochromes entièrement noirs, au jeu subtil de rainures, qu'il nomme « outre-noirs »[23].

## Autres artistes
Les artistes suivants ont joué un rôle dans l'histoire du monochrome dans l'art contemporain : 
- Robert Ryman
- Ben Nicholson
- Sophie Taeuber-Arp
- Léon Tutundjian
- Solange Bertrand
- Tonia Cariffa
- Olivier Debré
- Jean Labellie
- André Cottavoz
- Jeannie Dumesnil
- Pierre-Gérard Langlois
- Jean-Marie Ledannois
- Jean Weinbaum
- Ray Letellier
- Jacques Bouffartigue
- Viko
- Michel Frère
- Marthe Wéry
- Gerhard Richter[24]
- Marcia Hafif
- Olivier Mosset
- Lionel Godart
- Claude Goiran